# Adoración eucarística

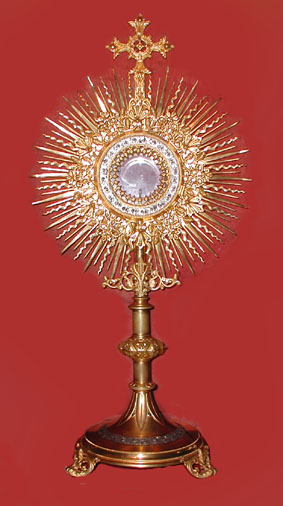
Custodia típica para la adoración eucarística.

En la Iglesia católica, la adoración eucarística es aquella oración litúrgica que se realiza frente al Santísimo Sacramento cuando este es expuesto para ello. Es practicada por las iglesias Católica, Ortodoxa, Copta, Anglicana y por algunas denominaciones Luteranas. Cuando la adoración es constante, o sea 24 horas, se le llama adoración perpetua. En una parroquia, esto es hecho por voluntarios; en un monasterio o en un convento, esto es hecho por los monjes residentes o monjas.

## Historia
La práctica de la adoración tiene sus raíces en que en los monasterios y conventos la bendición del Santísimo Sacramento era una parte integral de la estructura de la vida de clausura. Desde el principio de la vida en la comunidad la Eucaristía originalmente se hacía en una habitación especial, justo afuera del altar pero separado de la iglesia donde se oficiaba la Misa. Una gran variedad de nombres se han utilizado para identificar este sitio reservado: los más comunes son pastoforium, diakonikon, secretaría o prótesis. Una de las primeras referencias inconfundibles de la utilización del Santísimo Sacramento para la adoración se encuentra en la vida de San Basilio (que murió en el 379). Basilio se dice que dividió el Pan en tres partes cuando celebraba Misa en el monasterio. Una parte la consumió él, la segunda parte se la dio a los monjes y la tercera la puso en una paloma dorada suspendida sobre el altar.
La práctica de este tipo de adoración comenzó formalmente en Aviñón (Francia) el 11 de septiembre de 1226, para celebrar y dar gracias por la victoria obtenida sobre los cátaros en las últimas batallas que tuvieron en la Cruzada albigense. El rey Luis VII de Francia les mandó que dicho sacramento se guardara en la Cathédrale Sainte-Croix d'Orléans o Catedral de la Santa Cruz de Orleans. La gran cantidad de adoradores hizo que el Obispo, Pierre de Corbie, sugiriera que la adoración debería ser continua e incesante. Con el permiso del papa Honorio III, la idea se ratificó y continuó de esta manera prácticamente ininterrumpida hasta que el caos que se formó durante la Revolución francesa lo paró en 1792 hasta que los esfuerzos de la hermandad de los penitentes GRIS la trajeron de vuelta en 1829.
La Madre Mechtilde del Santísimo Sacramento fue pionera en la adoración perpetua de la Eucaristía en respuesta a Père Picotte. El convento benedictino, fundado para este propósito se inauguró en Francia el 25 de marzo de 1654.
Otra de las primeras prácticas comunes de la adoración es las Cuarenta Horas, un ejercicio de devoción en el que se reza continuamente durante cuarenta horas antes de que se celebre la Eucaristía. Se dice que empezó en Milán en mayo de 1537
Durante más de 128 años, las Hermanas Franciscanas de la Adoración Perpetua han estado rezando sin parar en EE. UU. La práctica empezó el 1 de agosto de 1878 a las 11 AM y continúa hasta la fecha.
En México la Madre Ma. Concepción Flores Alatorre el 25 de julio de 1879, a las 10:00 a.m. realizó la primera Adoración Eucarística, la cual es conmemorada cada año en esta fecha y hora en todas las capillas de las religiosas Adoratrices Perpetuas Guadalupanas con una Adoración Solemne, quienes realizan la adoración perpetua desde entonces.

## Propósito de la adoración
Las actitudes respecto a la adoración eucarística dependen intrínsecamente de cómo se considere a la Eucaristía.

### Doctrina católica

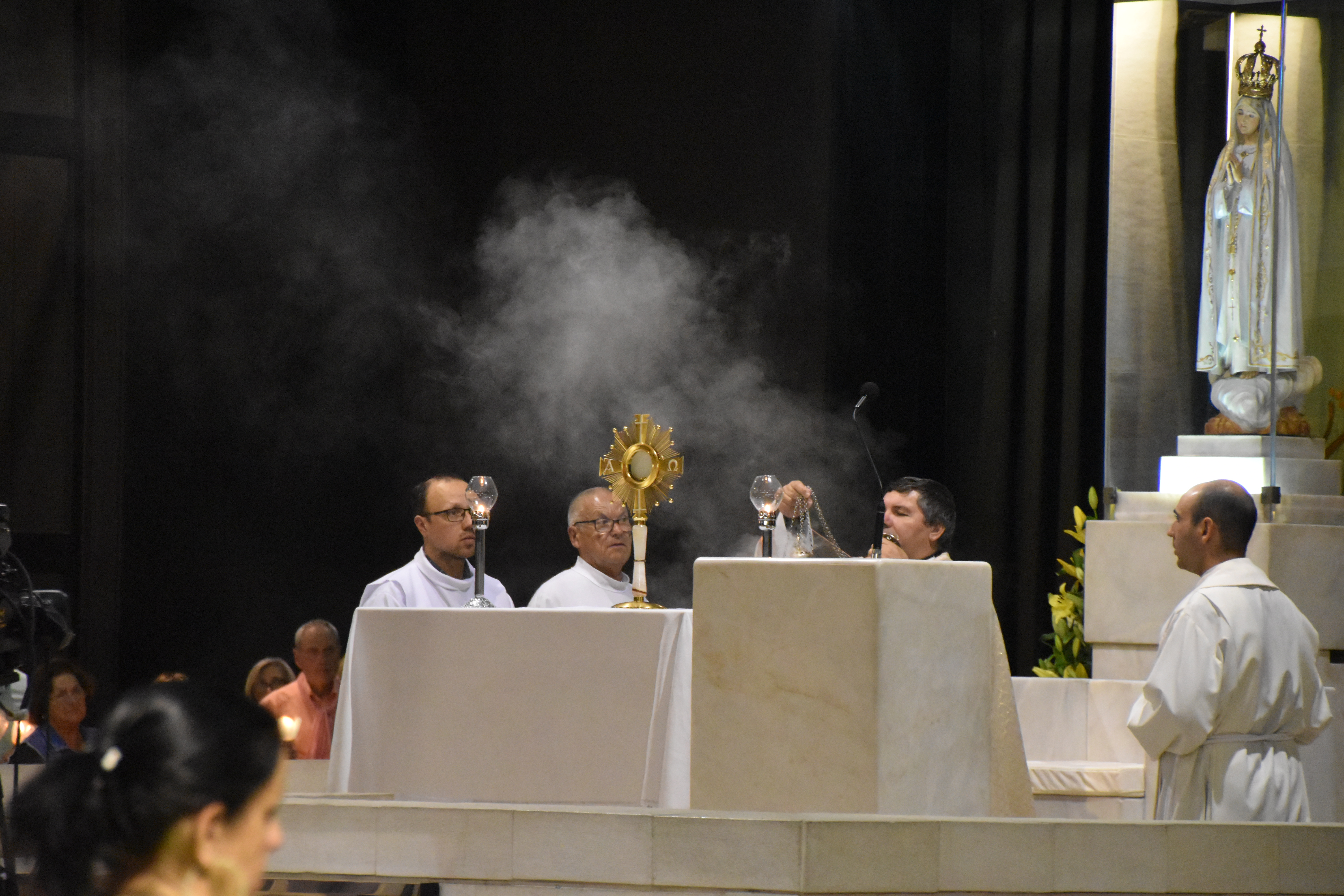
Adoración eucarística el la Capilla de las Apariciones del Santuario de Nuestra Señora de Fátima en Portugal.

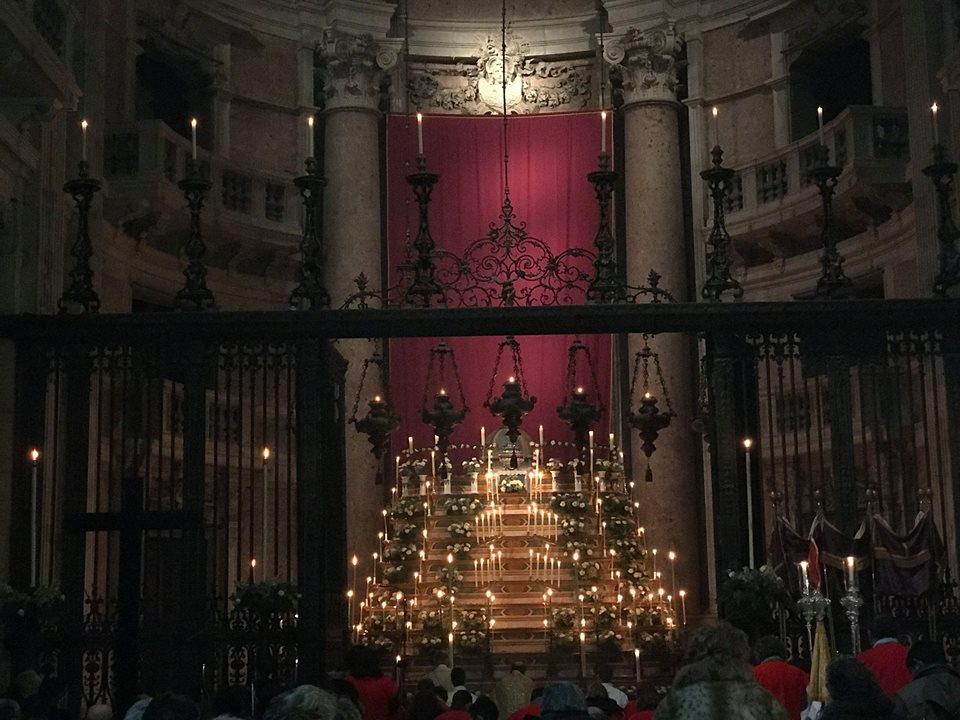
Adoración eucarística en la Basílica de Mafra, Portugal - Real y Venerable Hermandad del Santísimo Sacramento de Mafra.

En la tradición católica, al momento de la consagración, los elementos (o «dones» como son llamados para propósitos litúrgicos) son transformados (literalmente, transubstanciados) en el Cuerpo y Sangre de Jesucristo. La doctrina católica sostiene que los elementos son transformados verdadera y sustancialmente en su Cuerpo y su Sangre, que aunque los elementos retienen las apariencias o "accidentes" del pan y del vino.
Esta es una forma de la doctrina de la Presencia Real — la presencia sustancial actual y real de Jesús en la Eucaristía. En el momento de la consagración, se da lugar un doble milagro: 1) que Cristo se presente sustancialmente y 2) que el pan y el vino se conviertan en su Cuerpo y su Sangre. Ya que los católicos creen que Cristo está realmente presente (Cuerpo, Sangre, Alma y Divinidad) en la Eucaristía, le rinden culto y adoración.

### Doctrinas anglicanas
Las opiniones sobre la naturaleza de la Eucaristía y de la adoración al Santísimo Sacramento varían dentro del anglicanismo.

### Doctrinas luteranas
La adoración eucarística luterana está casi siempre limitada a la duración del servicio de la comunión porque la tradición luterana no incluye la reserva del Sacramento. Sin embargo, actualmente en Norteamérica la Comunidad Evangélica de la Iglesia Luterana y algunas otras pequeñas iglesias como la iglesia de Tradición Católica Evangélica-Luterana (Alta Iglesia Luterana) reservan el sacramento y fomentan enormemente la adoración eucarística sin requerirlo.
Históricamente en el luteranismo ha tenido dos facciones desde el punto de vista de la adoración: los gnesioluteranos, que siguieron el punto de vista de Martín Lutero a favor de la adoración y los felipistas que seguían las ideas de Philipp Melanchthon en contra de ella. Aunque Lutero no aprobó la fiesta del Corpus Christi, escribió un tratado "La Adoración del Sacramento" (Von anbeten des sakraments des heyligen leychnahms Christi, 1523) donde defendía la adoración pero deseaba que el acto no fuera forzado. Después de la muerte de Martín Lutero, se revelaron más controversias como el Cripto-Calvinismo y el Gnesop-Luteranismo. La concepción felipista de la Presencia Real sin adoración con el paso del tiempo llegó a ser dominante en el luteranismo, aunque no está de acuerdo con las enseñanzas originales de Lutero. El teólogo alemán Andreas Musculus se puede considerar como uno de los más fervientes defensores de la adoración eucarística en los primeros tiempos del luteranismo.

## La práctica de la adoración

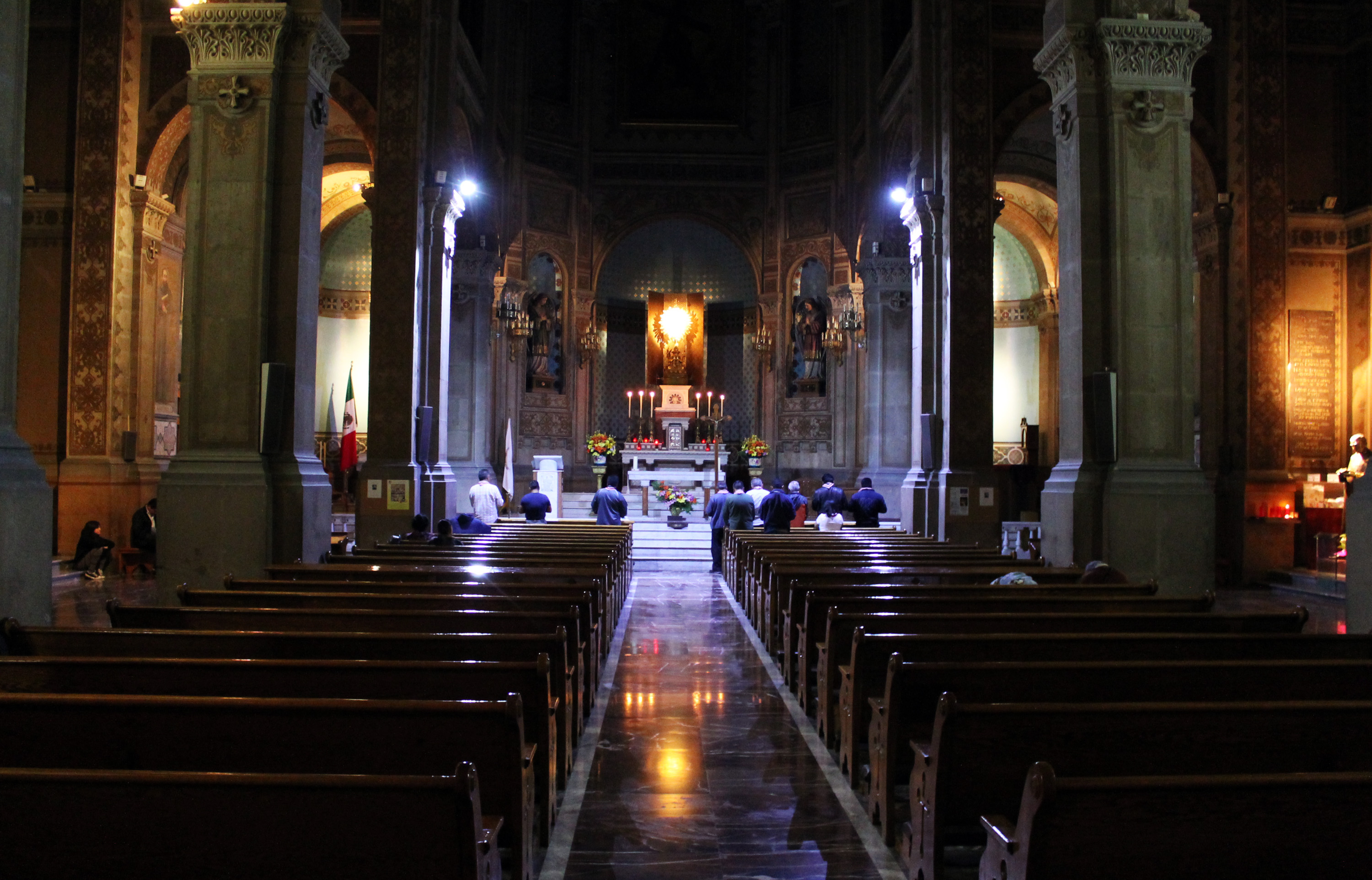
Adoración eucarística nocturna en el Templo Expiatorio Nacional de San Felipe de Jesús, Ciudad de México

La hostia se muestra en una Custodia, típicamente situada en el altar. 
El Santísimo Sacramento realmente puede no ser expuesto y dejarse en un Copón, que se sitúa en el altar. Esta exposición normalmente ocurre en el contexto de un servicio de Bendición u otros servicios de devoción al Santísimo Sacramento. En los servicios de adoración perpetua, los parroquianos voluntarios asisten durante un cierto período, típicamente una hora, alrededor de un reloj. Debido a la dificultad de mantener una atención de 24 horas, muchos parroquianos no repiten el servicio de adoración. En muchas parroquias, el Santísimo Sacramento es guardado en un Tabernáculo cerrado de tal manera que en su presencia sin la necesidad de voluntarios esté en atención constante (como si el Santísimo Sacramento estuviera expuesto).